# Anischnogaster iridipennis
Anischnogaster iridipennis är en getingart som först beskrevs av Smith 1859.  Anischnogaster iridipennis ingår i släktet Anischnogaster och familjen getingar. Inga underarter finns listade i Catalogue of Life.